# Вівчарик монгольський
Вівча́рик монгольський (Phylloscopus armandii) — вид горобцеподібних птахів родини вівчарикових (Phylloscopidae). Гніздиться в Китаї, зимує в Південно-Східній Азії. Вид названий на честь французького монаха і зоолога Армана Давида.

## Підвиди
Виділяють два підвиди:
- P. a. armandii (Milne-Edwards, 1865) — північ і північний схід Китаю, зокрема у Внутрішній Монголії;
- P. a. perplexus Ticehurst, 1934 — від південно-східного Тибету до північної М'янми і південно-західного Китаю (Сичуань, Хубей, Юньнань).

## Поширення і екологія
Монгольські вівчарики гніздяться в Китаї і М'янмі, взимку мігрують до південної М'янми, Таїланду, Лаосу і В'єтнаму. Вони живуть у верболозах і тополевих гаях, на узліссях широколистяних, соснових і вічнозелених лісів, на галявинах. Зустрічаються переважно на висоті від 1220 до 3500 м над рівнем моря. Живляться комахами, інешими дрібними безхребетними і ягодами. В кладці від 4 до 5 яєць.